# Индуизм на Сейшельских Островах
Индуизм на Сейшельских Островах — вторая по величине религия после христианства, его исповедуют более 2,4% населения. Индуисты на Сейшельских Островах стали более многочисленной общиной благодаря организации Сейшельского индуистского общества «Kovil Sangam» и освящению храма Навасакти Винаягар. Рост численности и популярности индуизма заставил правительство объявить фестиваль Тайпусам официальным праздником.
6% населения Сейшельских Островов составляют этнические индийцы. Но только 2,4 % являются индусами.

## История
В 1901 году из 19 237 жителей насчитывалось 332 индуистские семьи и около 3500 носителей тамильского языка.
Создание в 1984 году на Сейшельских Островах индуистской организации Kovil Sangam и освящение храма Навасакти Винаягар в мае 1992 года стали знаковыми событиями в возрождении индийской культурной деятельности, наряду с религиозным просвещением.

## Демография
| Год  | Процент от населения | Рост  |
| ---- | -------------------- | ----- |
| 1994 | 1.3%                 | —     |
| 2002 | 2.1%                 | +0,8% |
| 2010 | 2.4%                 | +0,3% |

По данным переписи 2010 года, на Сейшельских Островах проживало 2174 индуса, что составляло 2,4% населения Сейшельских Островов. Это на 470 человек больше по сравнению с переписью 2002 года, когда было зарегистрировано 1700 индусов, составляющих 2,1% населения. В 1994 году индусов было 953 человека, что составляло 1,3% от населения страны.

## Организация Kovil Sangam
Организация Kovil Sangam успешно создала и закрепила прочные основы для сохранения, укрепления и развития индуистской культуры. Неизменно популярный фестиваль Тайпусам и другие индуистские праздники освещаются в национальных СМИ на тамильском и английском языках, а также широко освещаются на национальном радио и телевидении.

## Храм Арулмигу Навасакти Винаягар

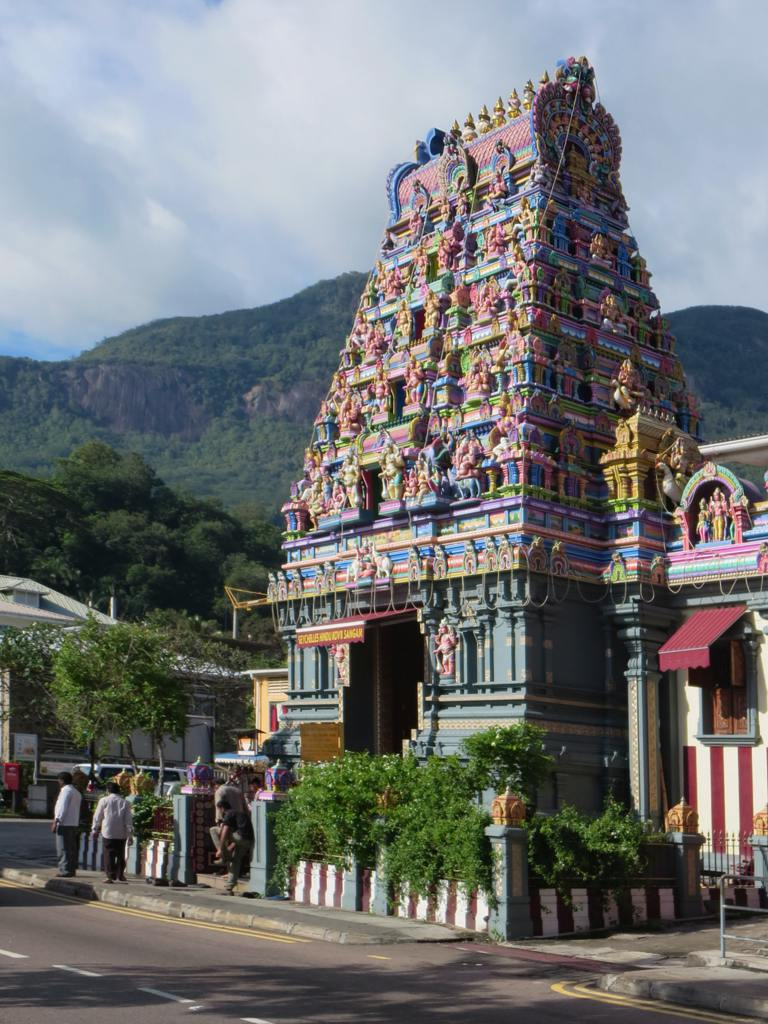
Арулмигу Навасакти Винаягар

Храм Арулмигу Навасакти Винаягар — первый и единственный индуистский храм на Сейшельских Островах, в нем главным божеством является Ганеша. Этот титул Ганеша «получил» в 1999 году. Помимо главного божества, во внутреннем мандапе храма установлены иконы Сканды, Натараджи, Дурги, Вишну, Бхайравы и Чандешвары. По особым случаям различным божествам возносятся молитвы.
Фестиваль Тайпусам, который начался на Сейшельских Островах во внутреннем дворе храма в 1993 году, теперь проводится во внешнем дворе, а колесница Кавади всё также участвует в процессии. Этот фестиваль приобрёл популярность как национальный настолько, что с 1998 года правительство объявило его праздником для индусов.